# 国立ハンセン病資料館
国立ハンセン病資料館（こくりつハンセンびょうしりょうかん）は、東京都東村山市の国立療養所多磨全生園内に設置された、ハンセン病に関する資料を保有する博物館・図書館である。
目的は、ハンセン病療養所入所者等に対する補償金の支給等に関する法律に基づき、ハンセン病に対する正しい知識の普及啓発と、ハンセン病回復者に対する差別解消と名誉回復を図ることにある。

## 沿革
- 1993年（平成5年）6月25日 - 国立療養所多磨全生園内に、旧「高松宮記念ハンセン病資料館」として開館。藤楓協会創立40周年記念事業として作られた。
- 2001年（平成13年）5月11日 - らい予防法違憲国家賠償訴訟が熊本地方裁判所で判決。日本国政府の全面敗訴だが、5月25日に内閣総理大臣小泉純一郎が、福岡高等裁判所に控訴しない旨を表明し、ハンセン病資料館の充実を発表。
- 2004年（平成16年）
  - 3月 - ハンセン病資料館拡充に係る基本計画書を作成。
  - 10月 - 「高松宮記念ハンセン病資料館10周年記念誌」を刊行。
- 2005年（平成17年）9月 - 新館建設のため一時休館。
- 2007年（平成19年）3月 - 国立ハンセン病資料館としてリニューアルオープン。
- 2017年（平成29年）6月27日 - 入館者40万人を達成。

## 展示
ハンセン病についての古代から近世の歴史、国立ハンセン病療養所の生活状態やハンセン病療養所の特殊通貨の実物、治療薬グルコスルホンナトリウムなどの資料展示、世界のハンセン病事情についての解説など。国立の施設であるが、日本のハンセン病問題・無癩県運動について、日本国政府の対応を批難・糾弾している展示もある。
資料館の中心的課題は、ハンセン病の患者・回復者らを現に苦しめているもの、つまりは外来診療における薬物治療によって確実に治癒するハンセン病そのものではなく、ハンセン病と患者・回復者に対する差別と偏見である。ハンセン病差別をなくすために、ハンセン病が忌避されてきた歴史の成り立ち、癩対策の過誤、現在の日本ではハンセン病は治る病気であり新規患者数も年間ほぼ皆無である事実、その他の事柄をわかりやすく解説した展示を供覧する。

## 資料館の情報

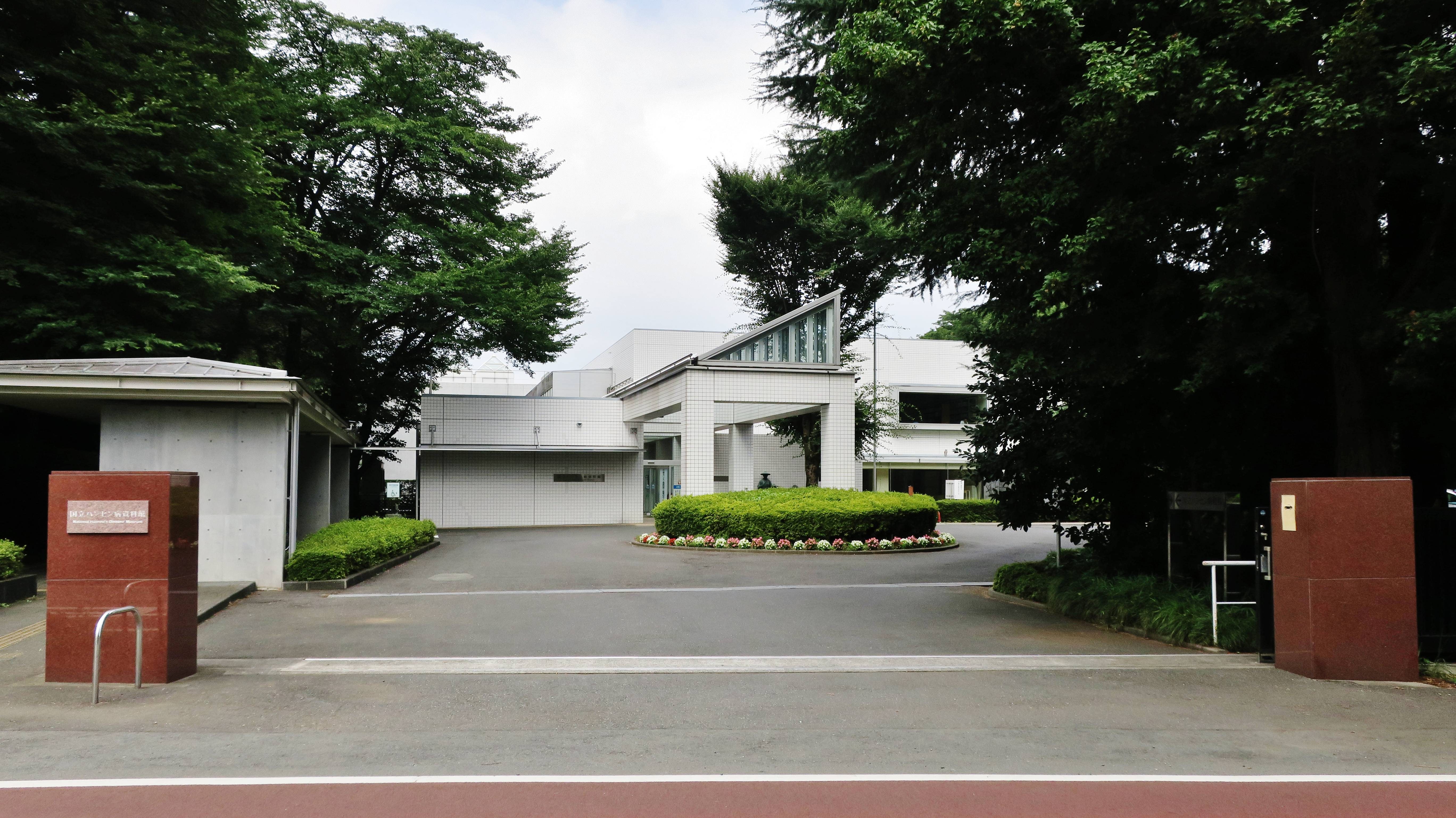
正門

公式サイトも参照

### 利用情報
- 開館時間：9時30分 - 16時30分
- 休館日：月曜日および「国民の祝日」の翌日
- 入館料：無料（要予約）
- 住所：〒189-0002　東京都東村山市青葉町4-1-13

### アクセス
- 西武池袋線 - 清瀬駅よりバスで約10分
- 東日本旅客鉄道 - 新秋津駅よりバスで約10分
- 隣接施設：国立ハンセン病療養所の一つである国立療養所多磨全生園、国立感染症研究所ハンセン病研究センター